# Lê Vô Cương
Lê Vô Cương (1481 - 1526) là tả thị lang bộ Lễ thời Lê sơ, đỗ đồng tiến sĩ năm Hồng Thuận.

## Thân thế
Lê Vô Cương sinh năm 1481, là người làng Thiên Biếu, huyện Yên Lãng hay An Lãng, phủ Tam Đái, trấn Sơn Tây, nay thuộc thôn Bầu, xã Kim Chung.

## Sự nghiệp
Ông đậu đồng tiến sĩ khoa Tân Mùi năm Hồng Thuận thứ 3. Về sau ông làm quan đến chức Lễ bộ tả thị lang.
Sau ông vào Thanh Hoa cùng với vua Lê Chiêu Tông. Sau này ông bị Mạc Đăng Dung bắt và do không theo Mạc nên bị giết.

## Gia đình
Ông có em là Lê Vô Địch, một danh thần thời Lê Chiêu Tông.

## Vinh danh
Đến thời Lê trung hưng, ông được khen là có tiết nghĩa, được truy phong thần hạng trung và cho lập đền cúng tế.

## Nhận định
Trong Lịch triều hiến chương loại chí, ở "Nhân vật chí", Phan Huy Chú có viết một mục về ông tại phần "Bề tôi tiết nghĩa". Có một số tài liệu đánh giá hành động chống Mạc của ông cùng với nhiều người khác chỉ là "một thứ phản ứng tiêu cực của những kẻ yếu thế hay thất thế", "những hành động tuyệt vọng" của những người "có cơm dày áo nặng với cựu triều".